# Марлін (Пенсільванія)
Марлін (англ. Marlin) — переписна місцевість (CDP) в США, в окрузі Скайлкілл штату Пенсільванія. Населення — 299 осіб (2020).

## Географія
Марлін розташований за координатами 40°41′9″ пн. ш. 76°14′32″ зх. д. / 40.68583° пн. ш. 76.24222° зх. д. (40.685842, -76.242267).  За даними Бюро перепису населення США в 2010 році переписна місцевість мала площу 2,35 км², уся площа — суходіл.

## Демографія
Згідно з переписом 2010 року, у переписній місцевості мешкала 661 особа в 290 домогосподарствах у складі 185 родин. Густота населення становила 282 особи/км².  Було 299 помешкань (127/км²).
Расовий склад населення:
| - 97,4 % — білих - 0,6 % — чорних або афроамериканців - 0,2 % — азіатів |

До двох чи більше рас належало 1,4 %. Частка іспаномовних становила 0,6 % від усіх жителів.
За віковим діапазоном населення розподілялося таким чином: 22,4 % — особи молодші 18 років, 56,9 % — особи у віці 18—64 років, 20,7 % — особи у віці 65 років та старші. Медіана віку мешканця становила 46,0 року. На 100 осіб жіночої статі у переписній місцевості припадало 87,8 чоловіків;  на 100 жінок у віці від 18 років та старших — 81,9 чоловіків також старших 18 років.
Середній дохід на одне домашнє господарство  становив 52 170 доларів США (медіана — 37 375), а середній дохід на одну сім'ю — 76 553 долари (медіана — 69 444). За межею бідності перебувало 5,1 % осіб, у тому числі 0,0 % дітей у віці до 18 років та 2,8 % осіб у віці 65 років та старших.
Цивільне працевлаштоване населення становило 175 осіб. Основні галузі зайнятості: освіта, охорона здоров'я та соціальна допомога — 21,1 %, роздрібна торгівля — 12,6 %, науковці, спеціалісти, менеджери — 12,6 %.